# Parvilucina multilineata
Parvilucina multilineata är en musselart som först beskrevs av Tuomey och Edward Morell Holmes 1857.  Parvilucina multilineata ingår i släktet Parvilucina och familjen Lucinidae. Inga underarter finns listade i Catalogue of Life.